# Siegfried Lorenz (Sportwissenschaftler)
Siegfried Lorenz (* 1935) ist ein deutscher Sportwissenschaftler und Hochschullehrer.

## Leben
Lorenz studierte an der Deutschen Hochschule für Körperkultur Leipzig (DHfK) in Leipzig, 1962 schloss er das Studium ab, das Thema seiner Diplomarbeit lautete „Der Dienst in der Gesellschaft für Sport und Technik. Ein Bestandteil der patriotischen Erziehung unserer lernenden Jugend am Beispiel der Gewerblichen Berufsschule Neugersdorf“. 1965 wurde an der DHfK seine Doktorarbeit angenommen, sie trug den Titel „Zur Fertigkeitsentwicklung des Diagonalschrittes bei 10- bis 12jährigen Jungen. Ein Beitrag zum Grundlagentraining in den nordischen Skidisziplinen auf der Grundlage kinematographischer Bewegungsanalysen“.
Von 1972 bis 1975 war er Leiter des Wissenschaftsbereichs Wintersport, von 1975 bis 1989 war er Direktor der Sektion III. Seine Dissertation B („Die Trainingsstruktur als ein wesentlicher Gegenstand der Theorie und Methodik des sportlichen Trainings eine theoretische Studie“) legte er 1978 an der DHfK vor. Zum 1. September 1980 wurde Lorenz ordentlicher Professor für Theorie und Methodik des Trainings im Wintersport.
Lorenz befasste sich sportwissenschaftlich insbesondere mit dem Skilauf und war unter anderem Mitverfasser der Bücher „Skilanglauf“ (1967, gemeinsam mit Fritz Reichert), „Skilager der Deutschen Hochschule für Körperkultur - Handbuch für die Skilehrer“ (1973), „Skilager der Deutschen Hochschule für Körperkultur - Hinweise für die Lehrgangsteilnehmer“ (1973) sowie „Skilauf - Schülersport“ (1975, gemeinsam mit G. Großmann). Er wertete des Weiteren in Beiträgen für die Zeitschrift „Theorie und Praxis des Leistungssports“ die Ergebnisse von Kinder- und Jugendspartakiaden in den Sportarten Spezialsprunglauf und Nordische Kombination aus.
Zum im Jahr 2007 erschienenen Buch „Deutsche Hochschule für Körperkultur Leipzig 1950–1990“ trug Lorenz die Kapitel „Verantwortung und Aufgaben der Sektionen“ (gemeinsam mit Erhard Schumann) sowie „Grund- und Spezialausbildung im Wintersport“ bei.